# Prenanthes scandens
Prenanthes scandens là một loài thực vật có hoa trong họ Cúc. Loài này được Hook.f. ex Benth. & Hook.f. miêu tả khoa học đầu tiên năm 1873.